# Václav Mrázek

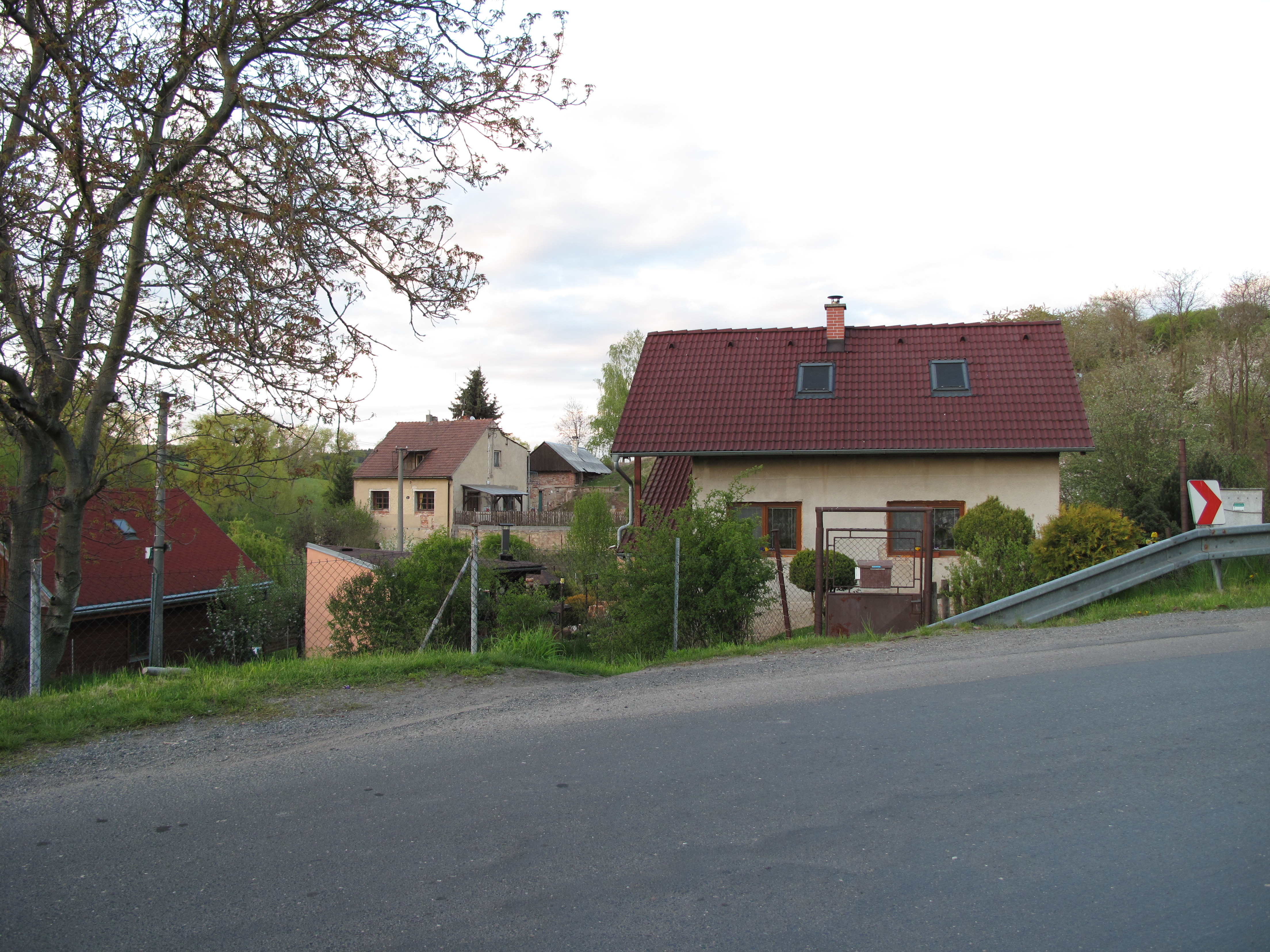
Svinařov. Wieś rodzinna zabójcy

Václav Mrázek (ur. 22 października 1925 w Svinařovie, zm. 29 grudnia 1957 w Pradze) – czeski seryjny morderca, gwałciciel i nekrofil. Jest uważany za mordercę, który w Czechach odebrał życie największej liczbie ofiar od czasów II wojny światowej, choć Josef Svoboda dokonał tylu samu zabójstw w jedną noc. W latach 1951–1956 celowo i z premedytacją zabił siedem osób – sześć kobiet i mężczyznę.

## Życiorys
Jego ojciec był górnikiem w Libušínie (części Kladna). Rodzina żyła w nędzy, początkowo mieszkając w porzuconym wagonie kolejowym. Matka urodziła dwanaściorga dzieci, z których czwórka zmarła w wieku niemowlęcym. Ojciec nie był alkoholikiem, jednak pił nadmiernie i w stanie upojenia stosował przemoc domową wobec rodziny. Mieszkanie uzyskali przed wybuchem II wojny światowej. Ze względu na sytuację materialną i brak żywności chodził kraść, początkowo za przyzwoleniem matki, a potem za jej zachętą, przyuczając do złodziejstwa rodzeństwo. Po ukończeniu szkoły powszechnej zatrudnił się jako robotnik w kopalni w Kladnie. W wieku szesnastu lat (1941) otrzymał pierwszą karę za kradzież. 
Z końcem 1946 zaciągnął się do oddziału wartowniczego w Pradze, chętnie strzelał, lubił trzymać broń w ręku. Został przydzielony do grupy ochraniającej transporty UNRRY kierowane na Bałkany. Cała grupa zaczęła je okradać, a towar sprzedawać z zyskiem. Do wagonów często sprowadzano kobiety, które w zamian za żywność wykorzystywano seksualnie. Ten okres utwierdził go w przekonaniu, że rację uzyskuje się bronią, siłą i przekupstwem. 
W 1947 powrócił do rodzinnego Svinařova, gdzie podjął pracę jako robotnik, a wkrótce został powołany do zasadniczej służby wojskowej w Rakovníku. Odbył ją w skróconym wymiarze, został zwolniony do cywila 25 maja 1949 i zatrudnił się w Zjednoczonych Hutach w Chomutovie. Podczas służby poznał żonę, która wkrótce urodziła ich dziecko. Nadal mieszkał z rodzicami, którzy przeprowadzili się do Chomutova. W tym czasie wrócił do kradzieży. Po raz pierwszy aresztowano go w czerwcu 1949, ale nie zmieniło to jego podejścia do życia. Po zwolnieniu, wraz z braćmi Karolem i Jaromirem, zajął się kradzieżami domowymi i na kąpieliskach. Towar pochodzący z kradzieży przechowywała i rozprowadzała matka. We wrześniu 1949 cała czwórka została aresztowana. Skazano go na osiemnaście miesięcy więzienia. Do domu wrócił 18 lutego 1951 i podjął pracę w walcowni rur Gustava Klimenta w Chomutovie.
W tym czasie porzuciła go żona, niezadowolona z jego nieprzystosowania społecznego i braku wizji utrzymania rodziny. Szybko zmieniał partnerki, tylko z jedną kobietą żył nieco dłużej, do 1954, ale i ta go w końcu zostawiła. Zaczął wówczas zadawać się z prostytutkami. Był to punkt zwrotny jego życia. Śledczy, w trakcie późniejszych badań, ustalili, że jego osobowość ukształtowała się jako sadystyczna ze skłonnością do nekrofilii. Był zdecydowanym, chłodnym i asocjalnym egocentrykiem. Przed dokonaniem mordu odczuwał silny ból głowy, który mógł ustać jedynie po zabiciu ofiary. Był nietypowym nekrofilem, gdyż oprócz stosunku ze zwłokami podniecały go same przygotowania do morderstwa i sam jego akt. W niektórych przypadkach ejakulował już przy wystrzale z broni palnej. Ważnym aspektem było dla niego to, żeby partnerka się nie ruszała i żeby mógł przy niej dowolnie, wedle uznania manipulować. Część jego kochanek wyznała, że mimo tego, jako partner był czuły i uważny, ale nie uniknął pewnych problemów z erekcją. Fizycznie był chudy, miał 164 cm wzrostu, miał ciemne oczy i ubierał się na czarno. Nie był atrakcyjny seksualnie. Nie pił alkoholu, lubił długie piesze i rowerowe wycieczki. Był raczej odludkiem, nie otaczał się wieloma przyjaciółmi. Znajomym i bliskim wydawał się cichym i samotnym, niemniej taktownym i pracowitym człowiekiem.

## Zbrodnie

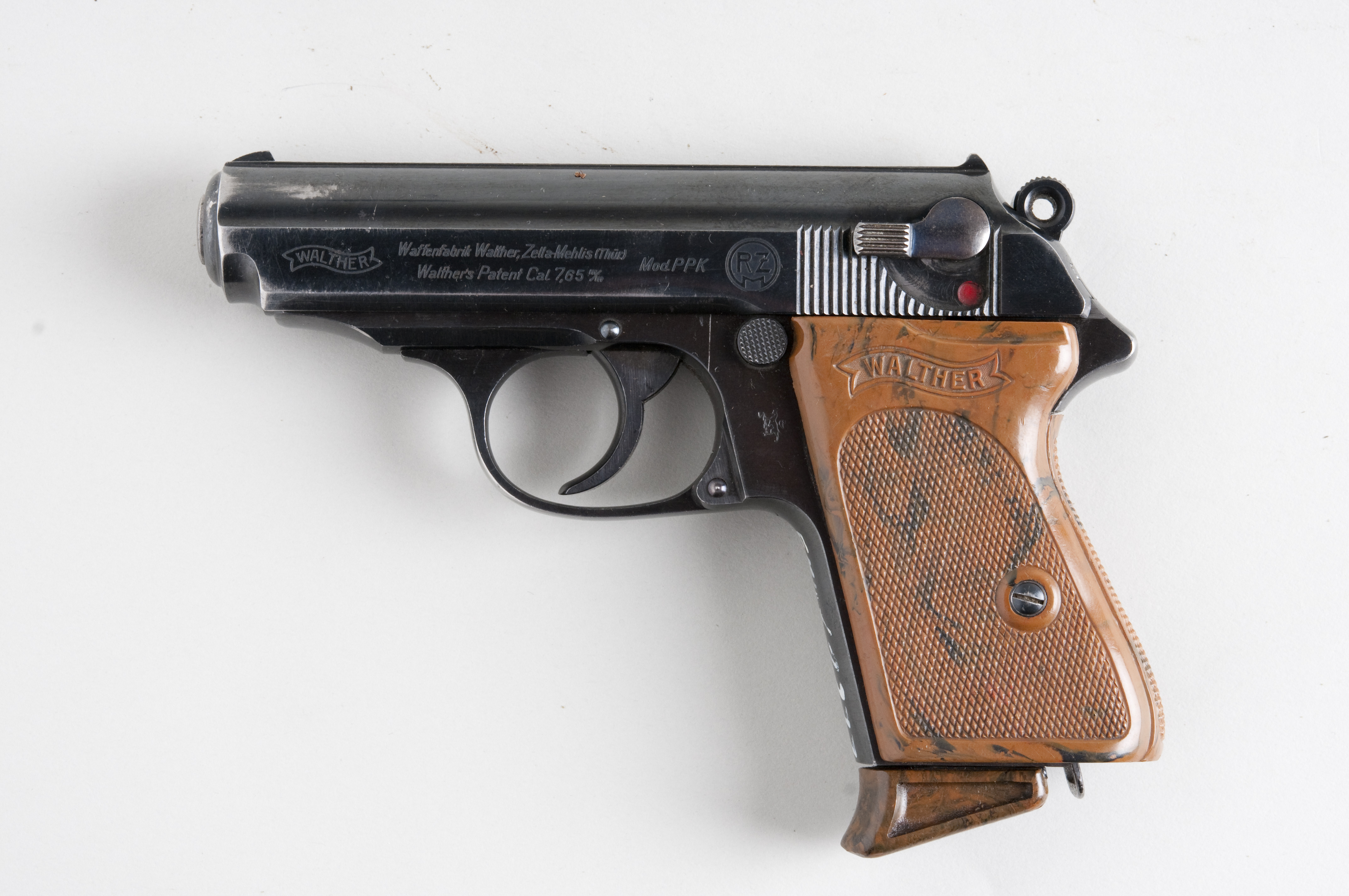
Pistolet Walther PPK. Taką bronią sprawca dokonał większości zabójstw

### † Hana Chloubová – 21 sierpnia 1951
Jego pierwszą ofiarą była piętnastoletnia Hana Chloubová, pasąca krowy przy starorzeczu Ohrzy w pobliżu Drahonic. Zabił ją kijem 21 sierpnia 1951, ciało odwlekł w krzaki i odbył z nim stosunek. Zabójstwo nigdy nie było łączone z pozostałymi jego zbrodniami i pozostałoby niewyjaśnione, gdyby sam się do niego nie przyznał w 1957. Popełnione zostało pod wpływem chwili, bez przygotowania i przemyślenia. Narzędzie zbrodni nie przypadło mu do gustu, w związku z czym rozpoczął poszukiwania broni palnej, którą zdobył. Był to pistolet Walther kalibru 7,65 mm, którym zabił potem pięć osób. 

### † Bronislava Pajůrková – 16 września 1951
W niedzielę 16 września 1951, przed godziną 20:00, na drodze z Jirkova do Kyjic (przysiółka ze stacją kolejową na linii Ústí nad Labem – Chomutov), napotkał elegancko ubraną Bronislavę Pajůrkovą (32 lata), wracającą ze szpitala w Chomutovie, gdzie odwiedzała małżonka. Od razu silnie rozbolała go głowa i bez dłuższego namysłu wystrzelił z pistoletu, raniąc ofiarę w brzuch. Kobieta straciła przytomność i osunęła się ku ziemi. Drugi wystrzał trafił ją w bok, a trzeci w pośladek. Prawie martwa sturlała się do rowu przy drodze, gdzie wkrótce zmarła. Strzały bardzo podnieciły mordercę, jednak nadjeżdżający samochód zmusił go do ukrycia się w krzewach. Był to pojazd policyjny, a jeden z dwóch funkcjonariuszy zauważył nawet kształt w rowie, jednak nie poświęcił temu większej uwagi. Po oddaleniu się auta, zabójca odwlókł ciało przez mostek w bok od drogi. Zabrał pierścionek i zegarek, potem przeciągnął zwłoki jeszcze około sto metrów w pole, gdzie odbył z nimi stosunek. Zabrał potem pięćdziesiąt koron, wrzucił martwą kobietę do potoku i udał się do domu. Ciało odnalazła grupa osób następnego dnia rano, jednak policja nie powiązała ze sobą obu zbrodni, ponieważ nie było między nimi żadnych podobieństw.

### Dwie kobiety – 7 października i 16 listopada 1951
Odgłos wystrzału podczas mordu w Kyjicach wystraszył Mrázka na tyle, że kolejne dwie zabójcze próby podjął z nożem w ręku. 7 października i 16 listopada 1951 zaatakował dwie kobiety, jednak obie mu uciekły. Niepowodzenia zdeprymowały go i przez kilka miesięcy nie podejmował żadnych dalszych działań.

### Elena Marmonova – 1 czerwca 1952
Podczas wiosennych wycieczek w okolicach Chomutova w 1952 zaczął wypatrywać kolejnych możliwości zabójstw. 1 czerwca trafił na wiejską zabawę w przysiółku Hořenice niedaleko Kadania. Brała w niej udział Elena Marmonova z miejscowości Přečaply, która krótko przed północą udała się pieszo ku wsi zamieszkania. Około sto metrów od krzyżówki nazywanej Seník czekał na nią morderca z pistoletem (przybył na rowerze). Pierwszy wystrzał przestrzelił kołnierz ofiary, a odgłos nie wzbudził paniki u kobiety, ponieważ myślała, że strzela ktoś idący z zabawy pistoletem kapiszonowym. Instynktownie uchyliła się przez huk i uratowało jej to życie. Drugi strzał również chybił i przebił jedynie płaszcz. Ofiara nadal nie zdawała sobie sprawy z powagi sytuacji. Mrázek odwiódł kurek po raz trzeci, ale ta próba wystrzału spełzła na niczym, ponieważ broń się zacięła. Elena zrozumiała, że jest zagrożona, ale do dalszych strzałów nie doszło, bowiem zabójca ejakulował przy drugim wystrzale, stracił zainteresowanie mordem i odszedł. Kobieta dziury w płaszczu dostrzegła dopiero następnego dnia rano i wtedy w pełni doceniła obraz sytuacji. Wróciła na skrzyżowanie dróg, żeby sprawdzić, czy nie ma tam jakichś śladów zdarzenia. Pozostałości w polu lucerny doprowadziły ją do odkrycia zwłok.

### † Maria Dvořáková – 2 czerwca 1952
Szesnastoletnia kobieta wracała z tej samej zabawy, co Elena Marmonova, tyle że nieco później, około godziny 0:30. Początkowo szła w grupie, ale na skrzyżowaniu Seník pozostała już sama. Pięć minut od skrzyżowania napotkał ją Mrázek i niezwłocznie zabił pierwszym wystrzałem (naprawił w międzyczasie broń). Odjechał rowerem nieco dalej, a widząc, że nikt nie zareagował, cofnął się ku zwłokom. Zaciągnął je w lucernę, nożem rozciął ubranie oraz bieliznę i odbył stosunek z ciałem. Zwłoki okradł. Zabrał srebrny pierścionek i pięćdziesiąt koron. Zaczęło padać, więc wziął sukienkę, którą przykrył sobie głowę i odjechał ku domowi.
Badania balistyczne przeprowadzone po odnalezieniu zwłok pozwoliły policji połączyć zabójstwa Dvořákovej, Pajůrkovej oraz napaść na Marmonovą. Chomutovska policja wszczęła akcję "Bronislava". Marmonova pomogła sporządzić ogólny rysopis mordercy, ale z uwagi na to, że zabójca nigdy nie był ścigany za zbrodnie, sprawa nie posunęła się do przodu.

### Dziewczynki w latach 1953–1955
W latach 1953–1954 sprawca poszerzył swoje zainteresowania o osoby nieletnie: młode dziewczyny i dziewczynki. Latem 1953 podjął cztery próby gwałtów, pod różnymi pretekstami zbliżając się do bawiących się dzieci, m.in. napadł uczennicę Ivę. W 1954 również zgwałcił kilka dziewcząt. W marcu 1954 – dwunastoletnią Irenę, w maju tego samego roku – sześcioletnią Zdenę, a miesiąc potem – ośmioletnią Věrę. W 1955 dopadł nieletnią Marię, koleżankę Ivy, której jednak udało się uciec napastnikowi. Najczęściej zaciągał dzieci do lasu, zdzierał z nich ubranie, gwałcił i dusił. Żadna ze zbrodni z tych lat nie zakończyła się śmiercią ofiary. 17 maja 1954 napadł z zamiarem rabunku w Březencu (dzielnicy Jirkova) kobietę, która jednak uciekła. 

### † Jiřina Helmichová – 14 lipca 1954
Morderca wyjechał na wycieczkę rowerową w okolice Chomutova. Dojechał m.in. do wsi Černice w pobliżu miasta Horní Jiřetín. W lesie, po godzinie 18:00, napotkał siedemnastoletnią Jiřinę Helmichovą, która rwała trawę dla królików. Była też umówiona z przyjacielem. Zaczął rozmowę z dziewczyną, by w pewnym momencie wyjąć broń i jednym strzałem ją zabić. Ciało odwlekł kilkadziesiąt metrów w krzewy, obnażył, zgwałcił i okradł. Uciekając przez kartoflisko pozostawił wyraźny odcisk buta rozmiaru 42, co pozwoliło potem policji określić jego przybliżony wzrost i wagę. Funkcjonariusze stworzyli po tym morderstwie specjalną grupę operacyjną. W dokumentach z tego czasu pojawiło się już nazwisko Mrázka, jednak grupa podejrzanych była podówczas jeszcze bardzo szeroka.

### † † Libuše Dufková i Karel Trlifaj – 9 sierpnia 1955
Około godziny 20:00 zabójca jechał rowerem drogą z Březenca (dzielnicy Jirkova) do Chomutova. Napotkał na niej parę kochanków. Byli to Libuše Dufková (19 lat) i Karel Trlifaj (26 lat). Widok szczęśliwej miłości rozgniewał mordercę, który dogonił parę i jako pierwszego postanowił zastrzelić mężczyznę. Pierwszy pocisk przebił mu wyciągniętą rękę i przestrzelił ramię, drugi trafił w prawą łopatkę, a trzeci chybił celu. Trlifaj upadł, a wraz z nim dziewczyna, udająca martwą. Mrázek zajął się odciąganiem zwłok mężczyzny i ich maskowaniem w rowie. W tym czasie Libuše postanowiła szybko uciec, co jednak się nie udało – zabójca jednym strzałem pozbawił ją życia. Ciało przemieścił w bok od drogi i podobnie jak w niektórych poprzednich wypadkach, obnażył, zgwałcił i okradł.

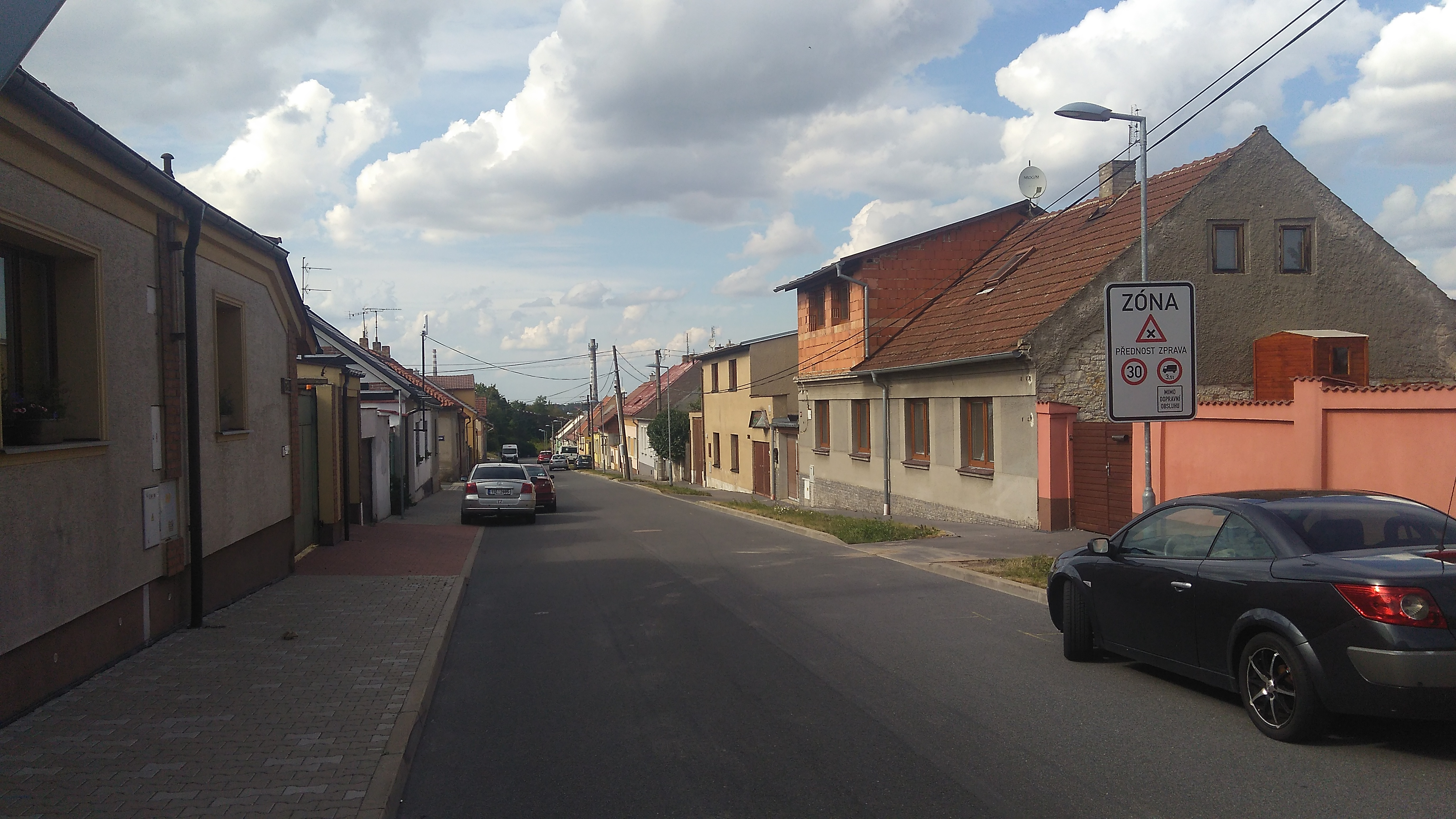
Kročehlavy, część Kladna. Tu Mrázek zamieszkał po opuszczeniu Chomutova

W październiku 1955 przeprowadził się z kochanką z Chomutova do Kladna. Początkowo mieszkał w hotelu robotniczym przy ulicy Libušina, a od stycznia 1956 w mieszkaniu zakładowym na Osiedlu 9 Maja w dzielnicy Kročehlavy. Pistolet ukrył w piwnicy. Zatrudnił się w łaźni kopalni Nejedlý, a także zaczął znowu kraść. Okradał mieszkania, ludzi na basenach, zabierał też suszące się pranie.

### † Alžběta Beranová – 9 listopada 1956
W nocy z 8 na 9 listopada 1956 udał się do wsi Svinařov. Ustalił, że jego kolega z pracy, Ladislav Beran ma nocną szychtę i w jego domu jednorodzinnym pozostała tylko małżonka, Alžběta (56 lat). Po przybyciu na miejsce łomem wyważył drzwi i dostał się do budynku. Hałas obudził śpiącą kobietę, która rozpoznała kolegę męża z pracy. Ogłuszył ofiarę siekierą, jednak ta szybko przebudziła się z omdlenia. Chciała w pierwszej kolejności ochronić śpiącą, dziesięcioletnia wnuczkę, Jarmilę. Obudziła ją, ale Mrázek ponownie uderzył ją siekierą, znacznie mocniej. Dziewczynce zdjął piżamę, rozdarł ją na części, którymi ją związał. Zaczął plądrować dom, jednak nie był zadowolony ze znalezisk. Zabrał jedynie sto koron. W tej sytuacji rozwiązał małoletnią i nakazał jej wspólnie przeszukiwać budynek. Beranová przebudziła się powtórnie, co rozjuszyło zabójcę, który na oczach wnuczki rozrąbał jej głowę siekierą. Dziecko zgwałcił i około czwartej rano opuścił dom. W nieodległym lesie Kročehlav schował część łupu. Kilka dni później rzeczy te odnalazła policja, która zaczęła obserwować kryjówkę, ale zbrodniarz już do niej nie powrócił.

## Ujęcie i egzekucja
W tym czasie Mrázek zajął się systematycznym przetrząsaniem kieszeni kolegów z pracy. Gdy ci zjeżdżali do pracy, podkradał im drobne. 17 marca 1957, na procederze tym przyłapał go górnik Falcník, który zraniwszy się przy kopaniu, wcześniej wyjechał na powierzchnię. Sprawę zgłosił policji, mimo błagań Mrázka, by tego nie czynić. 
Po czterech godzinach złodzieja aresztowano. Z okolic Kladna zgłoszono wiele podobnych kradzieży. Doszło więc do przeszukania mieszkania podejrzanego, gdzie znaleziono mienie wielu ofiar, m.in. przedmioty z mieszkania Beranovej, a także sukienkę Dvořákovej, którą sprawca zabrał dla ochrony przed deszczem. O sprawie powiadomiono policję z Pragi. Sprawca odpowiadał rysopisowi mordercy z Chomutova, a policja ustaliła, że Mrázek przeprowadził się z tego miasta do Kladna. Mieszkanie ponownie szczegółowo przeszukano i znaleziono w piwnicy broń. 19 marca 1957 przewieziono podejrzanego do Pragi, a Walthera poddano badaniom balistycznym. Potwierdziły one, że zabito z niego pięć osób. Gdy dowody przedstawiono mordercy, ten rozpłakał się i przyznał do pięciu zabójstw. W tej sytuacji dalsze śledztwo przebiegło bardzo sprawnie i szybko. W jego toku ujawniono jeszcze trzy zabójstwa:
- Anna Vávrová (17 lat) – 19 marca 1951,
- Erika Staňková (9 lat) – 12 sierpnia 1951,
- Alžběta Danielková (17 lat) – 1 kwietnia 1953[3].

W przypadku Staňkovej skazano za morderstwo kogoś innego, a do zabicia Danielkovej Mrázek początkowo się przyznał, ale potem się tego czynu wyparł. Vávrová pozostała do końca tylko prawdopodobną ofiarą, gdyż w tym przypadku sprawstwa nie udowodniono.
Ostatecznie zarzucono sprawcy 127 przestępstw: siedem zabójstw, cztery usiłowania, trzy włamania do sklepów, dwa do szkół, cztery do mieszkań prywatnych, 24 do piwnic, dwanaście kradzieży prania, szesnaście kradzieży zwierząt, sześć kradzieży na basenach, sześć kradzieży rowerów oraz długą listę drobnych kradzieży w zakładach pracy. Przestępcza działalność Václava Mrázka i jego brata, Karela Mrázka była badana przez cztery miesiące, a akta liczyły 16 tomów i obejmowały łącznie 1020 arkuszy. Został skazany przez Sąd Rejonowy w Chomutovie na karę śmierci 9 listopada 1957. Wyrok został potwierdzony przez Sąd Okręgowy w Uściu nad Łabą 6 grudnia 1957 i wykonany przez powieszenie 30 grudnia 1957 w więzieniu Pankrác w Pradze.

## Motywacja
Motywacją popełnienia przestępstw była dla Mrázka chciwość i perwersyjne pragnienie zaspokojenia seksualnego poprzedzone brutalną przemocą w stosunku do ofiary. Zwykły stosunek płciowy z kobietą go nie satysfakcjonował. Tylko przemoc wobec ofiary była dlań ekscytująca. Według własnych opinii wyrażonych w toku śledztwa nie był zainteresowany samym stosunkiem płciowym, ale raczej jego wymuszeniem. Podniecał go stosunek z martwą kobietą. Stwierdził w protokole, że próbował włamać się do kostnicy w celu obcowania ze zwłokami.

## Kultura
Film:
- w wolny sposób działalnością Mrázka inspirowany był film fabularny Petra Schulhoffa pod tytułem Vrah skrývá tvář z 1966[8],
- postać zabójcy pojawia się w jednej z części tryptyku dokumentalnego Hrdelní zločiny z 2001[9].

## Zestawienie ofiar
| Lp. | Ofiara               | Wiek | Data             |
| --- | -------------------- | ---- | ---------------- |
| 1.  | Hana Chloubová       | 15   | 21 sierpnia 1951 |
| 2.  | Bronislava Pajůrková | 32   | 16 września 1951 |
| 3.  | Maria Dvořáková      | 16   | 2 czerwca 1952   |
| 4.  | Jiřina Helmichová    | 16   | 14 lipca 1954    |
| 5.  | Libuše Dufková       | 19   | 9 sierpnia 1955  |
| 6.  | Karel Trlifaj        | 26   | 9 sierpnia 1955  |
| 7.  | Alžběta Beranová     | 56   | 9 listopada 1956 |